# Neményi Erzsébet
Neményi Erzsébet (Budapest, 1882. január 19. – Hatvan, 1908. március 16.) újságíró, író, feminista. Neményi Ambrus leánya.

## Élete
Neményi Ambrus (1852–1904) és Koppély Terézia (1864–1944) gyermekeként született, izraelita vallású. A Budapesti Napló, A Hét és a Pester Lloyd munkatársa volt. Ő írta az első elismerő bírálatot Magyarországon Thomas Mannról 1901-ben. Politikai publicisztikáját és irodalmi kritikáit széles körű műveltség jellemezte. Több feminista cikk szerzője, amelyekben írt a nőmozgalomról, a dolgozó nők alacsony fizetéséről és a nők szavazati jogáról is. Tüdővész következtében vesztette életét.
Házastársa Mezei Pál ügyvéd volt, akihez 1905. november 27-én Budapesten, a Terézvárosban ment nőül. Fia Mezei László Tamás (1906–?).
A Salgótarjáni utcai zsidó temetőben nyugszik (B. parcella, 183. sor, 1 . sírhely).

## Művek
- Ellen Key (német nyelven, Berlin, 1904)
- Neményi Erzsébet irodalmi hagyatéka (szerk. Ágai Adolf, Budapest, 1910)